# Bogenfels (Geisterstadt)

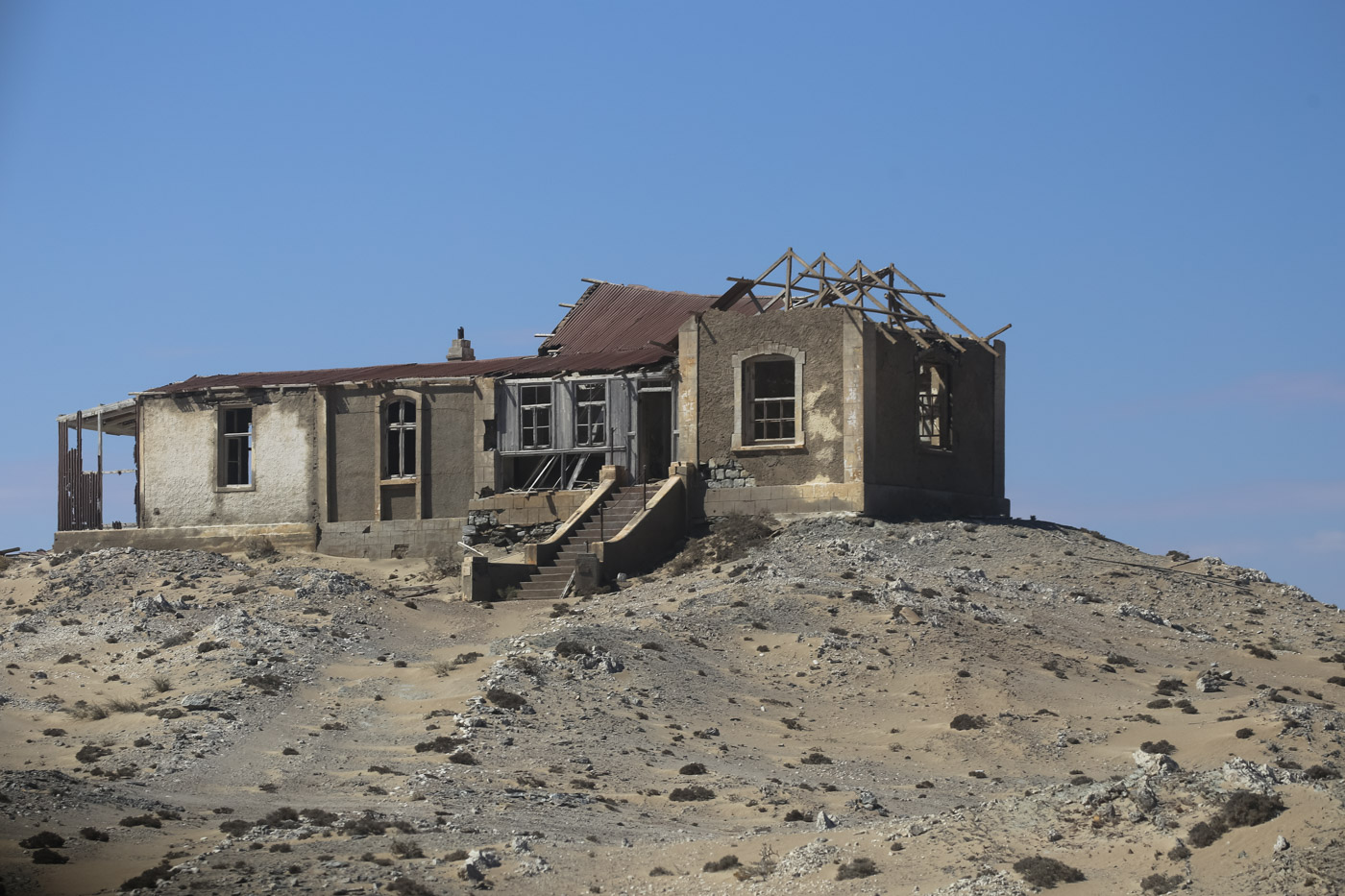
Bogenfels (2015)

Bogenfels ist eine Geisterstadt in Namibia.
Bogenfels liegt rund 100 km südlich von Lüderitz an der Atlantikküste. Der Ort liegt im Sperrgebiet-Nationalpark, dem ehemaligen Diamantensperrgebiet um früher ausgebeutete Diamantenminen. Südwestlich von Bogenfels befindet sich das namensgebende Bogenfels, ein Felsentor.
Der Ort ist über die nicht-öffentliche Straßen erreichbar und war durch eine Schmalspurbahn (Bahnstrecke Kolmanskop–Bogenfels) mit dem Eisenbahnnetz verbunden.